# La Rulles Brune
La Rulles Brune is een Belgisch bier van hoge gisting.
Het bier wordt sinds 2001 gebrouwen in Brasserie Artisanale de Rulles te Rulles.
Het is een donkerblond bier met een alcoholpercentage van 6,5%. Dit bier kreeg eerst de benaming La Rulles Cuvée 1er anniversaire. Het bier is enkel verkrijgbaar in flessen van 75cl en op fust van 20 liter. De etiketten werden ontworpen door illustrator PaliX (Pierre-Alexandre Haquin).